# Żyrborka
Żyrborka(?) – próba odczytania staropolskiego zapisu Sirborea; imię żeńskie, złożone z członów Żyro- ("pokarm, czynność jedzenia, życie") i -bor-ka ("walka").